# Y3 Puppis
y3 Puppis è una stella supergigante bianco-gialla di magnitudine 5,68 situata nella costellazione della Poppa. Dista 5018 anni luce dal sistema solare.

## Osservazione
Si tratta di una stella situata nell'emisfero celeste australe. La sua posizione è fortemente australe e ciò comporta che la stella sia osservabile prevalentemente dall'emisfero sud, dove si presenta circumpolare anche da gran parte delle regioni temperate; dall'emisfero nord la sua visibilità è invece limitata alle regioni temperate inferiori e alla fascia tropicale. La sua magnitudine pari a 5,7 la pone al limite della visibilità ad occhio nudo, pertanto per essere osservata senza l'ausilio di strumenti occorre un cielo limpido e possibilmente senza Luna.
Il periodo migliore per la sua osservazione nel cielo serale ricade nei mesi compresi fra dicembre e maggio; nell'emisfero sud è visibile anche all'inizio dell'inverno, grazie alla declinazione australe della stella, mentre nell'emisfero nord può essere osservata limitatamente durante i mesi della tarda estate boreale.

## Caratteristiche fisiche
La stella è una supergigante bianco-gialla nonché una stella variabile classificata come Cefeide; la sua magnitudine varia da +5,54 a +5,76 nell'arco di 5,69 giorni
Possiede una magnitudine assoluta di -5,26 e la sua massa, vicina alle 9 masse solari, è al limite oltre il quale una stella termina la propria esistenza esplodendo come supernova.

## Noe
1. 1 2   Tetzlaff, N et al., A catalogue of young runaway Hipparcos stars within 3 kpc from the Sun, in Monthly Notices of the Royal Astronomical Society, vol. 410, n. 1, gennaio 2011,  pp. 190–200, DOI:10.1111/j.1365-2966.2010.17434.x.
2. ↑  O, B-type & red supergiant masses and luminosities (Hohle+, 2010)
3. ↑  General Catalogue of Variable Stars (Samus+ 2007-2012)